# Nicella laxa
Nicella laxa is een zachte koraalsoort uit de familie Ellisellidae. De koraalsoort komt uit het geslacht Nicella. Nicella laxa werd in 1897 voor het eerst wetenschappelijk beschreven door Whitelegge. 